# 児島町
児島町（こじまちょう）は、かつて岡山県児島郡にあった町である。1948年（昭和23年）4月1日にほか3町村と合併し児島市となった。現在は同市の児島地区となっている。ここでは、町制施行前の名称である小田村（おだそん）についても述べる。

## 沿革
- 1889年（明治22年）6月1日 - 町村制の施行により、児島郡稗田村・柳田村・小川村の区域をもって小田村が発足。
- 1928年（昭和3年）11月1日 - 小田村が町制施行・改称して児島町となる。
- 1947年（昭和22年）12月9日 - 昭和天皇の戦後巡幸。町内の塩田などを視察[1]。
- 1948年（昭和23年）4月1日 - 児島町が味野町・下津井町・本荘村と合併して児島市（初代）が発足。
- 1956年（昭和31年）4月1日 - 児島市（初代）が琴浦町と合併して児島市（2代）が発足。
- 1967年（昭和42年）2月1日 - 児島市・倉敷市（初代）・玉島市が合併して倉敷市（2代）が発足。